# Кишковский, Збигнев Николаевич
Збигнев Николаевич Кишковский (26 мая 1925, Королёвка, УССР, СССР — 24 октября 2008, Москва, Россия) — советский учёный в области технологии и химии вина. Доктор технических наук с 1966 года, профессор с 1967 года. Заслуженный деятель науки и техники РСФСР. Член-корреспондент Итальянской академии виноградарства и виноделия, президент комиссии по виноделию Международной организации виноградарства и виноделия (1956—1980), академик, вице-президент Международной академии виноградарства и виноделия, член ряда научных и профессиональных обществ виноделов.

## Биография
Родился 26 мая 1925 года в селе Королёвка (Житомирская область). С февраля 1943 года принимал участие в Великой Отечественной войне. Награждён орденом Октябрьской Революции, орденом Отечественной войны I степени, орденом Красной Звезды (5 марта 1944), орденом Славы III степени (22 апреля 1945), медалью «За отвагу» (14 декабря 1943). Член ВКП (б) с 1944 года.
В 1950 году окончил с отличием Московский технологический институт пищевой промышленности. В 1953 году защитил кандидатскую, а в 1966 году — докторскую диссертацию. Научные руководители: профессора А. М. Фролов-Багреев и М. А. Герасимов. В 1950—1966 годах на научно-исследовательской и педагогической работе, с 1966 по 1991 год заведующий кафедрой технологии виноделия этого же института.
Был президентом экспертных групп Международной организации винограда и вина: по технологии вина (1971—1983), международных конкурсов вин (1961—1975) и подготовки виноделов (1969—1976).
Умер 24 октября 2008 г. после тяжёлой болезни.
Исследования Кишковского были направлены на создание новых технологий производства различных типов вин и крепких алкогольных напитков, базирующихся на в основном физических, биологических способах воздействия на вино и частичного отказа от химических средств обработки. Среди его работ исследования в сфере мембранной технологии, электрофизических методов (электродиализной обработки вин, применение электромагнитных полей СВЧ для производства вина и коньяка), иммобилизованных дрожжей, решений в коньячном производстве, при утилизации вторичного сырья виноделия, углекислой мацерации винограда.
Результаты исследований учёного позволили создать прогрессивные режимы термической обработки вин, усовершенствовать технологию приготовления шампанского непрерывным методом на стадии обработки виноматериалов, вторичного брожения, создать аппаратурно-технологическую схему получения в непрерывном потоке коньячного спирта регулируемого состава. Под руководством Кишковского создана новая технологическая схема получения вина херес.
Автор около 300 работ, девяти тематических брошюр, владелец 23 авторских свидетельств на изобретения, в том числе за рубежом. Под его руководством защищено 38 кандидатских и две докторские диссертации.
Награждён золотой медалью Л. С. Голицына, его имя занесено в книгу почёта Союза виноделов Крыма.

## Труды
- Виноделие Франции. — Москва, 1963;
- Влияние продуктов меланоидинообразования на качество вин. — Москва, 1967;
- Техническая биохимия / Под ред. В. Л. Кретовича. — Москва, 1973 (соавтор);
- Химия вина. — Москва, 1976 (соавтор);
- Электрофизические методы стабилизации вин: Обзорная информ. — Москва, 1982 (соавтор);
- Технология вина. — Москва, 1984 (соавтор).